# Junior van der Velden
Junior van der Velden (Utrecht, 14 augustus 1998) is een Nederlands voetballer die als centrale verdediger speelt. Hij stroomde in 2016 door vanuit de jeugd van FC Utrecht.

## Clubcarrière
Van der Velden is afkomstig uit de jeugdopleiding van FC Utrecht. Op 5 augustus 2016 debuteerde hij voor Jong FC Utrecht in de Eerste divisie tegen NAC Breda. Hij speelde de volledige wedstrijd. De club uit Breda won de openingswedstrijd van het seizoen 2016/17 met 4–1 na treffers van Jeff Stans, Cyriel Dessers, Bodi Brusselers en Gianluca Nijholt. Jong Utrecht scoorde tegen via Rodney Antwi.

## Statistieken
| Seizoen         | Club            | Competitie      | Competitie | Competitie | Beker | Beker | Internationaal | Internationaal | Totaal | Totaal |
| Seizoen         | Club            | Competitie      | Wed.       | Dlp.       | Wed.  | Dlp.  | Wed.           | Dlp.           | Wed.   | Dlp.   |
| --------------- | --------------- | --------------- | ---------- | ---------- | ----- | ----- | -------------- | -------------- | ------ | ------ |
| 2016/17         | Jong FC Utrecht | Eerste divisie  | 6          | 0          | 0     | 0     | -              | -              | 6      | 0      |
| 2017/18         | Jong FC Utrecht | Eerste divisie  | 13         | 0          | 0     | 0     | -              | -              | 13     | 0      |
| 2018/19         | Jong FC Utrecht | Eerste divisie  | 6          | 0          | 0     | 0     | -              | -              | 6      | 0      |
| Club totaal     | Club totaal     | Club totaal     | 25         | 0          | 0     | 0     | 0              | 0              | 25     | 0      |
| Carrière totaal | Carrière totaal | Carrière totaal | 25         | 0          | 0     | 0     | 0              | 0              | 25     | 0      |

Bijgewerkt tot 28 september 2018